# 大国社
大国社（だいこくしゃ）は、埼玉県さいたま市中央区にある神社。
与野公園北側の住宅地内に位置し、新大宮バイパスが西側に接している。明治初めに名称変更するまでは蔵王権現社となっている。足の神様として信仰されれており、拝殿の格子に草鞋を奉納して祈願する。

## 祭神
大国主命

## 名称
元は権現社と呼ばれていた。与野公園からの南側入口には「足の神様与野のごんげん」という看板が掲げられているが、新大宮バイパス側には「足の神様」と「大国社」の看板が設置されている。

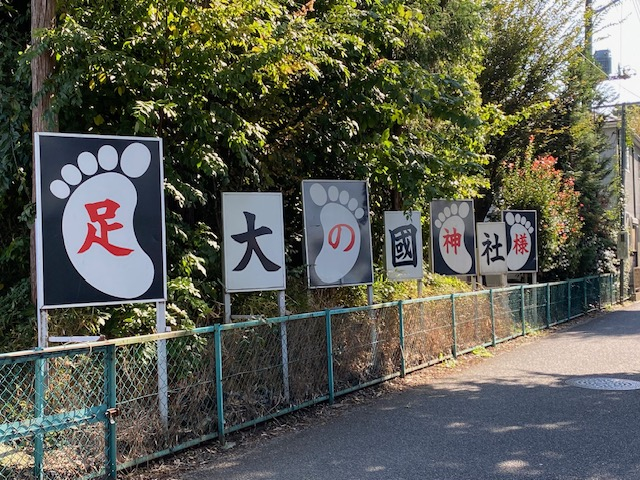
さいたま市中央区大国社新大宮バイパス側看板

1830年（文政13年）に完成した、『新編武蔵風土記稿　巻之154　足立郡之21』與野町の項に蔵王権現社とあるのが、現在の大国社と思われる。明治期の神仏分離令による仏教色撤去のためか、1870年（明治3年）発行の『大宮組合神社細詳取調帳』には、単なる「権現社」とある。その後、1875年（明治８年）の太政官達により編纂された『武蔵国郡村誌』には「大国社」とあるが、同誌には、與野町の字として、「権現堂」の名が載っている。『埼玉の神社』及び同社御由緒によれば、社名の変更は明治4・5年頃と思われるとしている。

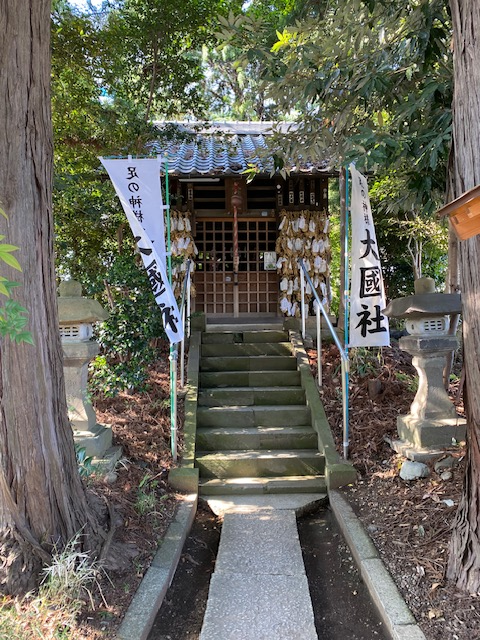
さいたま市中央区大国社外宇正面

県内にある子の権現天龍寺は足腰の守護の神仏として信仰されており、大国社と同じく拝殿に履物を奉納する習わしがある。

## 歴史
創建年代は不明であるが、1824年（文政7年）頃の与野本町の町並みを描いた『与野町絵図』には、当社の杜の場所に「ごんげん」の文字が書かれており、『風土記稿』にある「蔵王権現社」のことと思われる。また、『風土記稿』によれば、蔵王権現社は、同市同区の円乗院が別当寺であった。また、言い伝えによれば、大国社は、円乗院の守り神、あるいは円乗院の隠居所とも伝わっている。その後、明治期の神仏分離令で円乗院の管理を離れ、明治3年に本殿、明治10年に拝殿を再建した。
1876年（明治9年）からの、与野町民挙げての公園開設運動が実り、1877年（明治10年）5月、天祖神社、御嶽社、大国社の社地が、「与野公園」として県内3番目の公園として認可された。なお、現在の与野公園には、御嶽社地と大国社地は含まれていない。

## 祭礼
縁日は八のつく日で、この日は参詣者が多い。『武蔵国郡村誌』には祭日は4月15日とあるが、戦前は4月8日の月遅れで5月8日に神楽師を呼んで神楽の奉納を行っていた。現在も祭日は5月8日と記されている。大国社に奉納する草鞋は本町通りにある「呉服の大木屋」で購入することができる。

## 境内
天神社があったとされるが、現在はない。
社殿は、高さ約1.6メートル、径約14メートルの円形の塚の頂部に築かれている。塚は大国社塚と命名されているが、造立時期や性格等は不明とされている。与野市史では、与野市域には確実に古墳と呼べるものは現存していないとしている。一方、埼玉県教育委員会の「埼玉県古墳詳細分布調査報告書」（1994年）では、与野市域の古墳を9基挙げ、その内の一つとして大国社塚を円墳としているが、出土品については触れられていない。

## 所在地・交通アクセス
所在地
- さいたま市中央区本町西2丁目7-12

交通アクセス
- JR埼京線 与野本町駅　西口から徒歩15分